# Freiherren von Krenkingen

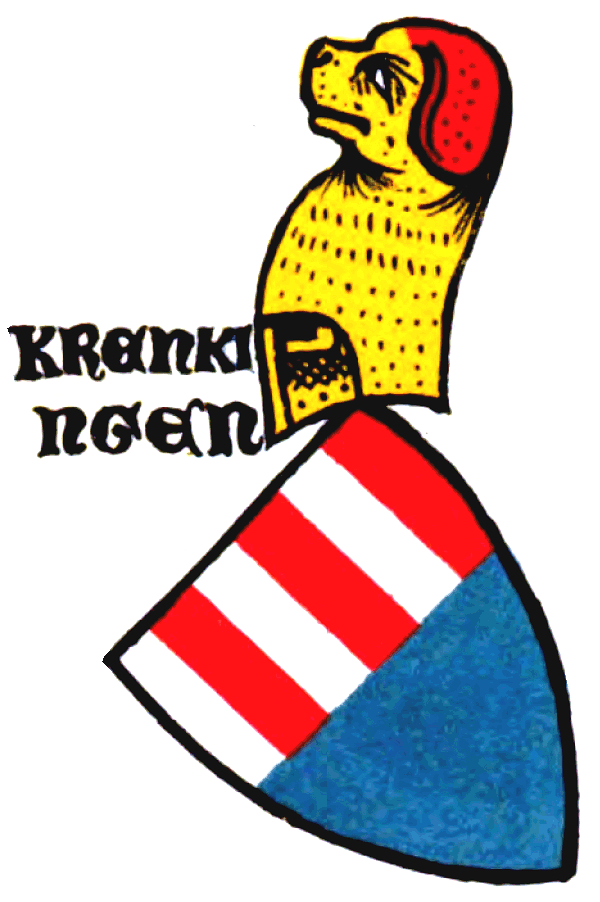
Wappen der Krenkingen in der Zürcher Wappenrolle (ca. 1340)

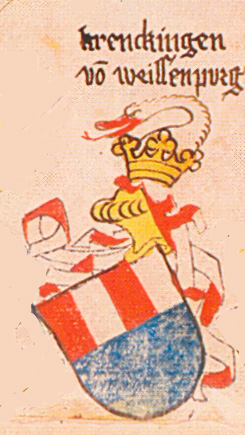
Wappen der Freiherren von Krenkingen zu Weissenburg im Ingeram-Codex (1459)

Die Freiherren von Krenkingen von  Weißenburg waren ein Ritter- und Adelsgeschlecht in der Landgrafschaft Klettgau, sie waren eng verwandt mit den Regensbergern und führten ein ähnliches Wappen. Die Krenkinger gelten als die Erbauer der Burg Tiengen.

## Geschichte
Das Geschlecht der Krenkinger wird früh im 12. Jahrhundert bereits als aktive und begüterte Adelsfamilie erwähnt und dürfte daher schon länger bestanden haben.

### Burgenbau und Kloster-Stiftung
Als erster Krenkinger ist ein Adilhardus de Chreingingen erwähnt zu Allerheiligen in Schaffhausen 1102.
„Marquart, Freiherr von Krenkingen, hatte im Jahr 1110 sein Gut in Detzeln und andere Besitzungen in der Umgegend zur Gründung einer männlichen Klosterniederlassung nach der Regel des hl. Augustinus gestiftet. Diese Stiftung wurde 1152 durch eine Urkunden von König Konrad III. begünstigt und bestätigt.“
Die Königsurkunde, die heute im Staatsarchiv Thurgau aufbewahrt wird, datiert vom 7. Januar 1152 (kurz vor Konrads Tod im Februar 1152), genannt wird Marcwardus, aus dem Geschlecht der Krenkingener, der eine Cella in Tiezelenheim gegründet hat. Als Schutzvögte waren dann auch die Herren von Krenkingen eingesetzt. Die Klause befand sich vermutlich in der Nähe des heutigen Klausenhof. Ab 1166 wurde die Klause nicht mehr erwähnt, der ehemalige Standort blieb jedoch bis zur Aufhebung im Besitz des Klosters.
Dabei wird auch der nahe der Stammburg liegende Ort Krenkingen erstmals als Chreinchingen genannt (1152). Der Name der Ministerialen, Ritter und Freiherren von Krenkingen – die im Jahr 1202 wiederum genannt werden als Burch. miles et ministerialis domini Lutoldi de Kreinkingin -, leitet sich vom Namen der Burg ab, die sie vermutlich im 11. Jahrhundert errichteten: zuerst als die heute genannte Turmhügelburg Burg Altkrenkingen. Die neuere und größere folgte im 13. Jahrhundert (der Burgenforscher Heinz Voellner nennt eine Mauerlänge von 70 m) als Burg Krenkingen, sie wird aber bereits 1361 als Burgstall bezeichnet.

### Besitzungen
Die Krenkinger besaßen umfangreiche Besitzungen im Klettgau, die Burg Balm, die Weißenburg, Gutenburg, sowie Burg Neukrenkingen, Burg Isnegg, Gutkrenkingen, und die Roggenbacher Schlösser: Burg Roggenbach (dort den Weißenburger Turm, der andere Turm ist benannt »Grüningen« nach der Herrschaft Grüningen einer Gründung der Regensberger), und Steinegg sowie Bettmaringen. Sie stellten Äbte im Kloster Rheinau, in Konstanz, Kloster Reichenau und Strassburg. Als bekanntester Vertreter seines Geschlechts gilt der Abt von Reichenau und Bischof von Konstanz, Diethelm von Krenkingen. Er ließ durch die Ritter von Randenburg die Randenburg erbauen. Der Vorname Diethelm ist kennzeichnend für die Krenkinger.
1357 tauschen Heinrich und Johann von Blumenegg das Dorf Herbolzheim als ein Lehen des Bistums Straßburg durch Bischof Johann von Lichtenberg aus dem Besitz der Krenkinger gegen die Burg Gutenburg mit Graf Hug von Fürstenberg, Schwiegersohn des Lütold von Krenkingen.
1361 wird die Gutenburg an die Gebrüder Walther und Burkart von Hohenfels verpfändet und nicht wieder eingelöst.

Die von Krenkingen zu Weissenburg waren Mitglied in der Adelsgesellschaft im Leitbracken von Schwaben. Letzter männlicher Nachkomme der Krenkinger war der Abt des Klosters Reichenau Martin von Weißenburg (1492–1508), Gallus Oehem widmete ihm seine Chronik.

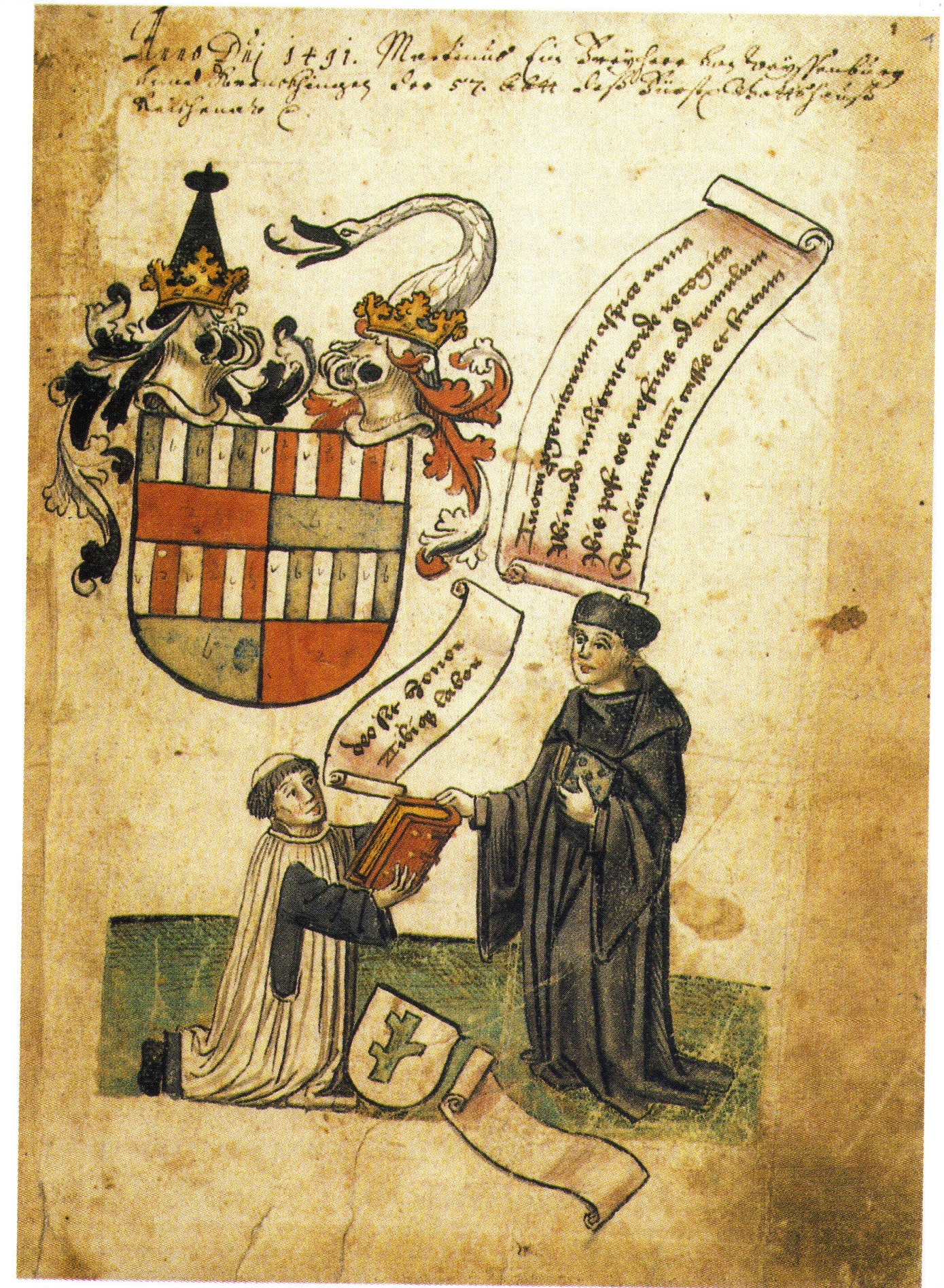
Gallus Oehem übergibt Martin von Weissenburg die Chronik der Reichenau: Freiburger Handschrift

## Klostervögte
- 1241 erwarb Kaiser Friedrich II. die Schirmvogtei über das Kloster Rheinau für 1200 Mark Silber von den Freiherren von Krenkingen zurück.

- Das Kloster Riedern am Wald war bis 1415 unter der Schirmvogtei der Krenkinger, nach Martin Gerbert soll der Stifter der Zelle in Detzeln, Marquard, aus der Linie Weißenburg stammen.[Anm 2] Diese Zelle übergab er unter Abt Albert den Brüdern, die nach der Regel des hl. Augustinus hier leben sollten. […] Als Schutzherr dieser klösterlichen Niederlassung wurde Konrad von Krenkingen und für die Zukunft der jeweils älteste Sohn bestimmt. Von König Konrad III. wurde diese Klostergründung im Jahre 1152 mit allen ihren Gütern und Rechten bestätigt. […] Mit dem zu Ende gehenden 12. Jahrhundert wird das Kloster nach Riedern a. W. verlegt.[7]

## Verbindungen zum Kloster Obermarchtal
Der Pfarrer und Heimatforscher Johann Evangelist Schöttle weist in seinen Schriften zur Geschichte des Klettgaus darauf hin, dass die Krenkinger als ein Dynastengeschlecht in Seekirch am Federsee eigene Ministerialen einsetzten. Urkunden des Klosters Marchtal würden das über einen Zeitraum von 100 Jahren belegen.
Die Krenkinger besaßen in Seekirch Burg- und Burggesäß, im Jahr 1373 confimirt Johann von Krenkingen als Lehenherr die Widerlegung Heinrichs von Pflummern für die Heimsteuer und Morgengabe seiner Hausfrau Ursula Grätterin (von Stafflangen) mit der Burg zu Seekirch zu 500 Pfund gelber Heller. 1390 verkauft Johann von Krenkingen als Lehnsherr den Widumhof da die Kirche und der Kirchensatz ingehörendt mit Iren zugehörden, kleinen und grossen zehenden, der von mir undt allen minen vordran Lehen gewesen ist und den Kirchensatz der kirchen ze Sitzkirch, dem Dorf am Buchoer See gelegen  gegen den Widemhof, die Kirchen und den Kirchensatz des Dorfs Nüffra wie sie Ludwig von Hornstein und seine Vorfahren bisher innegehabt. Gegeben am Montag nach St. Margretentag 1390, gesiegelt von Diethalmen Schiltar von Konstanz und Cunradt von Marzburg, Bürger zu Prag.

## Urkunden (Auswahl)
- 6. März 1102, Schaffhausen, Herr Adelhart von Krenchingen ist Zeuge in einer Verzichtssache des Berthold II. (Zähringen)
- 1191 Diethelm von Krenkingen, Abt des Klosters Reichenau wird zum Bischof von Konstanz ernannt.
- 1258 Herr Johann von Krenkingen ist Abt des Klosters Rheinau
- 1260 Herr Eberhard von Krenkingen wohnt in Engen im Krenkinger Schloss (Belege unauffindbar)
- 1262, Schaffhausen, Diethelm von Weißenburg (hier beginnt die Linie Weißenburg) übergibt an das Kloster Allerheiligen ein Gut zu Rötteln bei Kaiserstuhl, das »Wur in den Widen« und eine Mühle.
- 25. Januar 1262, Konstanz, Bischof Eberhard verspricht Heinrich von Krenkingen zu Gutenburg den Ritterschlag, wenn dieser die an ihn als Lehen überlassene Stadt Tiengen »oppidum Tuengen« in ihrem Zustande belässt, was beide tätigen.
- 9. Dezember 1264 und 14. Juli 1266,  Herr Heinrich von Krenkingen überlässt seiner Frau Benedikta ein Gut in Bierbronnen zu einer Wiedergutmachung an das Kloster St. Blasien.
- 1270 Herr Heinrich von Krenkingen verkauft an Eberhard von Waldburg die Schirmvogtei und das Meieramt zu Neunkirch.
- 1275, an der Straße von Tiengen nach Gutenburg: Herr Heinrich von Krenkingen übergibt seiner Frau Benedikta Güter in Dietlingen, Schnörringen, Burg Gutkrenkingen und Burg Isnegg für das Kloster St. Blasien.
- 1278 Konrad von Krenkingen und Heinrich und Konrad (Konrad von Winterstetten ?), Schenken von Winterstetten, Herr Bilgeri von Stoffeln, Herr Egbrecht von Büsingen, alle Ritter, und Herr Hermann von Winterstetten bekriegen das Kloster Paradies, der Grund ist nicht genannt.
- 10. April 1295, Brenden: Friedrich von Weißenburg, Herr zu Roggenbach stellt eine Urkunde für St. Blasien aus und sigelt für sich. (nach Franz Joseph Mone)
- 1301, Roggenbach: Friedrich und Heinrich von Krenkingen und Weißenburg befreien 1303 Heinrich von Erzingen
- 1302, Diethelm von Krenkingen zieht von der Burg Altkrenkingen auf die Gutenburg.
- 28. Januar 1303, Tiengen: Freiherr Friedrich von Weißenburg vermacht dem Kloster Riedern am Wald Äcker in Grießen.
- 1. Juni 1311, Burg Steinegg: Diethelm von Krenkingen Freier und Ritter, gibt dem Kloster Rheinau eine Leibeigene von Riedern.
- 7. Juni 1315 Lüthold von Krenkingen ist Zeuge in einer Übereinkunft des Grafen Johann von Habsburg und seiner Stiefmutter Maria.
- 15. Juni 1316 Diethelm von Krenkingen ist Landrichter im Thurgau (Register Tänikon).
- 1317: Heinrich von Küssenberg ist ein getreuer Diener des Freiherr Diethelm von Krenkingen.
- 13. Juli 1320, Bonndorf auf dem Wald: Diethelm von Krenkingen erinnert an einen Leibeigenen Mann zu Altkrenkingen (Brief von 1307), und willigt in eine Schenkung an das Kloster Rheinau ein.
- 22. September 1323: Lüthold von Krenkingen ist unter den Schiedsleuten bei einem Vergleich zwischen Leopold von Österreich und Johann I. von Habsburg-Laufenburg.
- 10. Mai 1324: Diethelm von Krenkingen ist Landvogt im Thurgau (Register Einsiedeln)
- 7. Dezember 1324, Villingen: Die Grafen Johann und Götz (Georg) von Fürstenberg schwören, dass sie den Bürgern von Villingen mit Leib und Gut helfen wollen gegen ihren Vetter Graf Heinrich von Fürstenberg und gegen Herr Diethelm von Krenkingen und die von Allmendshofen.
- 1330, Margaretha Freifrau zu Wasserstelz verkauft Burg Weißwasserstelz an Lüthold von Krenkingen und seine Frau Adelheid von Üsenberg.
- 21. Juni 1339, Schaffhausen, Freiherr und Ritter Lüthold von Krenkingen und sein Sohn Lüthold von Krenkingen, Domherr in Straßburg verkaufen den Hof in Öschingen bei Keiserstul heute Bergöschingen
- 1340, Diethelm von Krenkingen ist Landrichter in Stühlingen, im Namen Eberhards von Lupfen, seines Oheims und Vetters.
- 1343, Freiherr Heinrich von Krenkingen wird umgebracht.
- 1346, Herr Lüthold und Hans von Krenkingen verleihen Gelfart von Winkelheim und Heinrich Brümsi, Bürger zu Schaffhausen etliche Güter zu Schleitheim
- 1352, Frau Kathrin von Krenkingen, Gemahlin Rudolfs von Tengen, verkauft dem Kloster Rheinau die Vogtei und Gerichtsherrlichkeit über Altenburg.
- 1356 Arnold von Krenkingen ist Konventherr im Kloster Einsiedeln.
- 14. Juni 1361, Konstanz: Johann und Heinrich von Krenkingen verpfänden um 1500 Mark Silber die Burg Gutenburg an der Schlücht an die Brüder Walter und Burkhart von Hohenfels:

„Laut Urkunde von 1361 verpfändete Johann von Krenkingen Johann I. (1330-1372) an die Gebrüder Walter und Burkard von Hohenfels um 1500 M Silber die alte Herrschaft Krenkingen d.i. den Fronhof, die Mühle und das Reblehen nebst dem Burgstall daselbst, auch die Güter zu Öschingen, den Hof zu Schwerzen, das Kunzeweisgut in Willmendingen, die Fischenz an der Wutach, Gericht, Zwing und Bann über die Dörfer zu Wutöschingen, Schwerzen und Horheim, auch über die Dörfer Breitenfeld, Dezeln, Ober- und Niederkrenkingen und andere mehr, ausgestellt zu Constanz am Vorabend von St. Veitstag.“ [St. Veitstag = 15. Juni].
- 1363 Freifrau Brigida von Krenkingen, Tochter des Diethelm hatte zum Gemahl Friedrich Schultheiss von Randenburg, Ritter.
- 1378 Hermann von Krenkingen, Herr zu Tiengen und auf Schloss Küssaburg.
- 1386, St. Peter und Paul: Heinrich und Diethelm von Krenkingen widersagen den Eidgenossen.
- 28./29. August 1389, Waldshut: Johann von Krenkingen, Freiherr von Tiengen, Hofrichter des Heiligen Römischen Reichs und sein Bruder, Diethelm von Krenkingen Kirchherr von Tiengen und Schwerzen schlichten einen Streit der Wiesenbesitzer im Schlatt bei Waldshut.
- 10. Juni 1378, Prag: Privileg, König Wenzel in Ansehung der Verdienste die der edel Hermann von Krenkingen und seine Freunde ihm und dem Reich geleistet haben, bestimmt, das die von Krenkingen und alle ihre Leute vor kein anderes Gericht als das zu Tiengen geladen werden dürfen.
- 28. März 1388, Augsburg: Privileg, König Wenzel verleiht dem edlen Johann von Krenkingen, seinem Diener und Hofrichter, für die geleisteten Verdienste das Recht newe guldein Münzte zu schlachen
- 20. Juli 1396 und 1408: Junker Diethelm von Krenkingen macht große Anleihen im Namen der Stadt Tiengen (2710 Goldgulden).
- 20. Oktober 1413, Waldshut: Freiherr Diethelm von Krenkingen gibt das Schloss Tiengen, ein Lehen des Hochstifts Konstanz, sowie den Kirchensatz zu Tiengen und Schwerzen an Bischof Otto gemäß einer Vereinbarung (ableben ohne Leibeserben) zurück.
- 1418 bestätigt König Sigmund dem Freiherr Dietrich von Krenkingen seine Rechte von 1371 am Spital zu Wilchingen[11]
- 1418 bis 1438 Burkard von Krenkingen-Weissenburg ist Abt des Klosters Einsiedeln
- 1435: Hans von Krenkingen zu Weissenburg und seine Gesellen plündern und zerstören Güter des Klosters St. Blasien[12] Abt Nikolaus Stocker erwirkte seine Verurteilung am 16. Dezember durch das Basler Konzil und verkaufte in der Folge 1436 die Mühle im Weiler.
- um 1470: Junker Hans von Krenkingen stirbt ohne Nachkommen, die Güter fallen an Verwandte, vor allem an Jakob von Rüßegg.
- um 1470 Abt Martin von Weißenburg-Krenkingen ist der letzte männliche Nachkomme.
- 1487 bis 1496: Elisabeth von Wyssenburg ist Äbtissin im Fraumünster

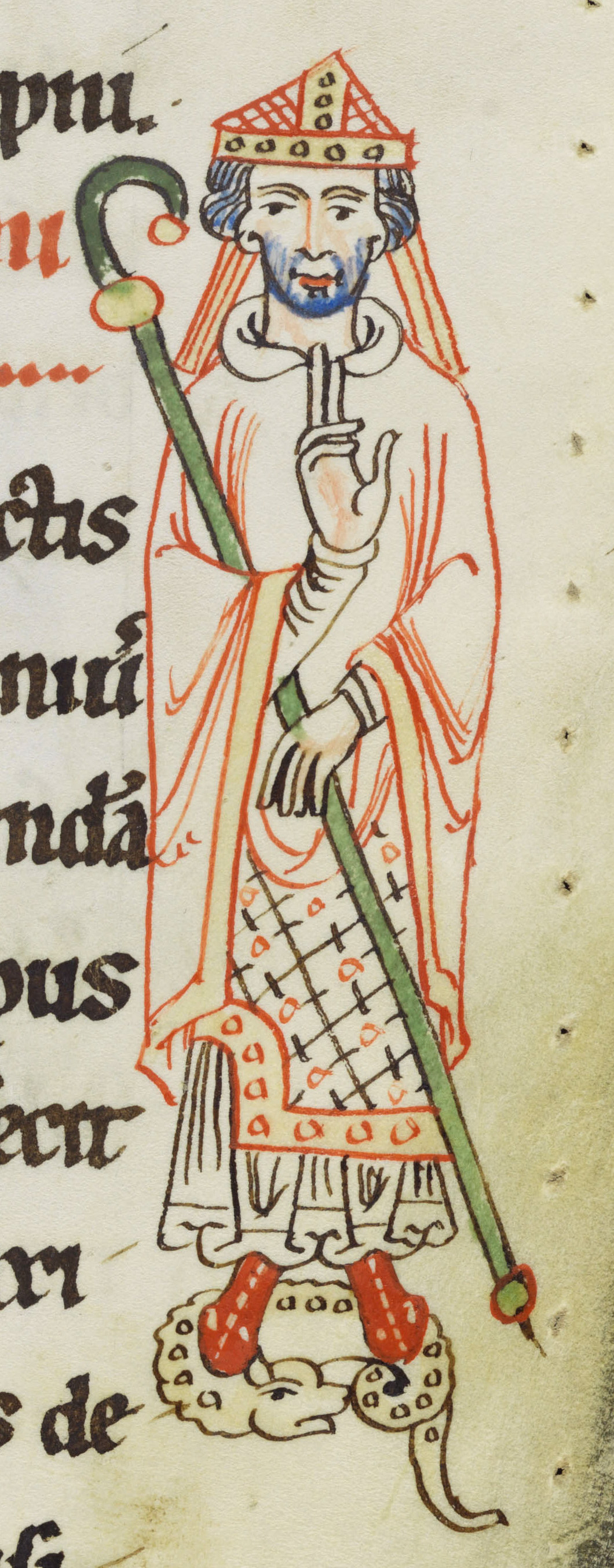
Miniatur: Diethelm von Krenkingen, Abt des Klosters Reichenau

## Wappen
Das Wappen der Krenkinger besteht neben dem Krenkinger Ortswappen noch in Variationen in einigen anderen Ortswappen fort. So etwa in Lauchringen, Detzeln und Breitenfeld (Waldshut-Tiengen).

## Sage
Ein freier Mann war der Freiherr Konrad von Krenkingen, Herr zu Tiengen im Klettgau. Als eines Tages Kaiser Barbarossa durch die Stadt Tiengen zog, blieb der Baron ganz seelenruhig vor seinem Anwesen sitzen und rückte, als der Kaiser vorbeiritt nur ein wenig am Barett. Das verwunderte den Kaiser gar sehr, da er solches Verhalten nicht gewohnt war und er hielt an und fragte ihn, wer er sei, dass er sich dieses getraue? „Ich bin nur mir selbst verantwortlich und habe kein Lehen vom Kaiser noch sonstige Schulden“ und weiter „er erkenne zwar den Kaiser als seinen Herrn an, aber nur so wie einen Geistlichen Herrn, nicht als Herrn seiner Güter“. Das beeindruckte den Kaiser sehr und er sprach: um uns mit euch zu verbünden, erlaube ich euch, in der Stadt Tiengen Münzen zu prägen und so geschah es auch (frei nacherzählt). Ursprung: Felix Hemmerlin und später bei Martin Crusius; die »Sage« vom Münzprivileg auch in der Zimmerischen Chronik, dort offenbar nach dem Archivkundigen Junker Gottfried von Rammingen; (siehe auch Urkunden).

## Namensträger
- Burkard von Krenkingen-Weissenburg († 1438), Abt von Einsiedeln (1418–1438)